# Wahlkreis Ayr (Schottisches Parlament)
| Ayr                  |
| -------------------- |
| Ayr · South Scotland |
| Gebildet             |
| 1999                 |
| Abgeordneter         |
| Siobhian Brown (SNP) |
| Regionen             |
| South Ayrshire       |

Ayr ist ein Wahlkreis für das Schottische Parlament. Er wurde 1999 als einer von neun Wahlkreisen der Wahlregion South of Scotland eingeführt, die im Zuge der Revision der Wahlkreise im Jahre 2011 neu zugeschnitten und in South Scotland umbenannt wurde. Hierbei wurden auch die Grenzen des Wahlkreises Ayr neu gezogen und weite, dünnbesiedelte Gebiete im Osten dem benachbarten Wahlkreis Carrick, Cumnock and Doon Valley zugeschlagen. Hingegen liegt nun die namensgebende Stadt Ayr vollständig innerhalb des Wahlkreises. Der Wahlkreis umfasst die Küstengebiete von South Ayrshire zwischen Ayr und Troon und entsendet einen Abgeordneten.
Der Wahlkreis erstreckt sich über eine Fläche von 38,6 km2. Im Jahre 2020 lebten 74.781 Personen innerhalb seiner Grenzen.

## Wahlergebnisse

### Parlamentswahl 1999
| Ergebnisse der Parlamentswahl 1999 | Ergebnisse der Parlamentswahl 1999 | Ergebnisse der Parlamentswahl 1999 | Ergebnisse der Parlamentswahl 1999 |
| Partei                             | Kandidat                           | Stimmen                            | %                                  |
| ---------------------------------- | ---------------------------------- | ---------------------------------- | ---------------------------------- |
| Labour                             | Ian Welsh                          | 14.263                             | 38,1                               |
| Conservative                       | Phil Gallie                        | 14.238                             | 38,0                               |
| SNP                                | Roger Mullin                       | 7291                               | 19,5                               |
| Liberal Democrats                  | Elaine Morris                      | 1662                               | 4,4                                |

Der Gewinn des Wahlkreises durch den Labour-Politiker Ian Welsh mit lediglich 25 Stimmen Vorsprung, war das knappste Wahlergebnis in ganz Schottland, weshalb die Stimmzettel zweimal nachgezählt wurden. Ende 1999 verkündete Welsh seinen Rückzug aus der Politik, wodurch eine Neuwahl notwendig wurde.

### Neuwahl 2000
| Ergebnisse der Neuwahl 2000 | Ergebnisse der Neuwahl 2000 | Ergebnisse der Neuwahl 2000 | Ergebnisse der Neuwahl 2000 | Ergebnisse der Neuwahl 2000 |
| Partei                      | Kandidat                    | Stimmen                     | %                           | ±                           |
| --------------------------- | --------------------------- | --------------------------- | --------------------------- | --------------------------- |
| Conservative                | John Scott                  | 12.580                      | 39,4                        | +1,4                        |
| SNP                         | Jim Mather                  | 9236                        | 29,0                        | +9,5                        |
| Labour                      | Rita Miller                 | 7054                        | 22,1                        | −16,0                       |
| Scottish Socialist          | James Stewart               | 1345                        | 4,2                         | +4,2                        |
| Liberal Democrats           | Stuart Ritchie              | 800                         | 2,5                         | −1,9                        |
| Scottish Green              | Gavin Corbett               | 460                         | 1,4                         | +1,4                        |
| Sonstige                    | -                           | 425                         | 1,3                         | +1,3                        |

### Parlamentswahl 2003
| Ergebnisse der Parlamentswahl 2003 | Ergebnisse der Parlamentswahl 2003 | Ergebnisse der Parlamentswahl 2003 | Ergebnisse der Parlamentswahl 2003 | Ergebnisse der Parlamentswahl 2003 |
| Partei                             | Kandidat                           | Stimmen                            | %                                  | ±                                  |
| ---------------------------------- | ---------------------------------- | ---------------------------------- | ---------------------------------- | ---------------------------------- |
| Conservative                       | John Scott                         | 12.865                             | 40,7                               | +1,3                               |
| Labour                             | Rita Miller                        | 10.975                             | 34,8                               | +12,7                              |
| SNP                                | James Joseph Dornan                | 4334                               | 13,7                               | −15,3                              |
| Liberal Democrats                  | Stuart Ritchie                     | 1769                               | 5,6                                | +3,1                               |
| Socialist                          | James Stewart                      | 1648                               | 5,2                                | +1,0                               |
| Wahlbeteiligung: 31.591 (56,90 %)  |                                    |                                    |                                    |                                    |

### Parlamentswahl 2007
| Ergebnisse der Parlamentswahl 2007 | Ergebnisse der Parlamentswahl 2007 | Ergebnisse der Parlamentswahl 2007 | Ergebnisse der Parlamentswahl 2007 | Ergebnisse der Parlamentswahl 2007 |
| Partei                             | Kandidat                           | Stimmen                            | %                                  | ±                                  |
| ---------------------------------- | ---------------------------------- | ---------------------------------- | ---------------------------------- | ---------------------------------- |
| Conservative                       | John Scott                         | 12.619                             | 40,7                               | 0,0                                |
| Labour                             | John Duncan                        | 8713                               | 28,1                               | −6,7                               |
| SNP                                | Iain White                         | 7952                               | 25,6                               | +11,9                              |
| Liberal Democrats                  | Stuart Ritchie                     | 1741                               | 5,6                                | 0,0                                |
| Wahlbeteiligung: 31.025 (56,37 %)  |                                    |                                    |                                    |                                    |

### Parlamentswahl 2011
| Ergebnisse der Parlamentswahl 2011 | Ergebnisse der Parlamentswahl 2011 | Ergebnisse der Parlamentswahl 2011 | Ergebnisse der Parlamentswahl 2011 | Ergebnisse der Parlamentswahl 2011 |
| Partei                             | Kandidat                           | Stimmen                            | %                                  | ±                                  |
| ---------------------------------- | ---------------------------------- | ---------------------------------- | ---------------------------------- | ---------------------------------- |
| Conservative                       | John Scott                         | 12.997                             | 38,9                               | −1,8                               |
| SNP                                | Chic Brodie                        | 11.884                             | 35,6                               | +10,0                              |
| Labour                             | Gordon McKenzie                    | 7779                               | 23,3                               | −4,8                               |
| Liberal Democrats                  | Eileen Taylor                      | 713                                | 2,1                                | −3,5                               |
| Wahlbeteiligung: 33.373 (54,12 %)  |                                    |                                    |                                    |                                    |

### Parlamentswahl 2016
| Ergebnisse der Parlamentswahl 2016 | Ergebnisse der Parlamentswahl 2016 | Ergebnisse der Parlamentswahl 2016 | Ergebnisse der Parlamentswahl 2016 | Ergebnisse der Parlamentswahl 2016 |
| Partei                             | Kandidat                           | Stimmen                            | %                                  | ±                                  |
| ---------------------------------- | ---------------------------------- | ---------------------------------- | ---------------------------------- | ---------------------------------- |
| Conservative                       | John Scott                         | 16.183                             | 43,0                               | +4,1                               |
| SNP                                | Jennifer Dunn                      | 15.433                             | 41,0                               | +5,4                               |
| Labour                             | Brian McGinley                     | 5.283                              | 14,0                               | −9,3                               |
| Liberal Democrats                  | Robbie Simpson                     | 716                                | 1,9                                | −0,2                               |
| Wahlbeteiligung: 37.615            |                                    |                                    |                                    |                                    |

### Parlamentswahl 2021
| Ergebnisse der Parlamentswahl 2021 | Ergebnisse der Parlamentswahl 2021 | Ergebnisse der Parlamentswahl 2021 | Ergebnisse der Parlamentswahl 2021 | Ergebnisse der Parlamentswahl 2021 |
| Partei                             | Kandidat                           | Stimmen                            | %                                  | ±                                  |
| ---------------------------------- | ---------------------------------- | ---------------------------------- | ---------------------------------- | ---------------------------------- |
| SNP                                | Siobhian Brown                     | 18.881                             | 43,5                               | +2,5                               |
| Conservative                       | John Scott                         | 18.711                             | 43,1                               | +0,1                               |
| Labour                             | Esther Clark                       | 4.766                              | 11,0                               | −3,0                               |
| Liberal Democrats                  | Jamie Ross                         | 808                                | 1,9                                | ±0,0                               |
| Scotia Future                      | Chic Brodie                        | 267                                | 0,6                                | +0,6                               |
| Wahlbeteiligung: 68 %              |                                    |                                    |                                    |                                    |